# Goldwährung
Als Goldwährung wurde eine Währung bzw. ein Währungssystem bezeichnet, deren Münzen ausschließlich als Kurantmünzen in Gold geprägt wurden, wobei der Metallwert dem Nennwert entsprach. Die Banknoten einer Goldwährung konnten jederzeit in Gold umgetauscht werden. Privatpersonen war es  jederzeit möglich, aus Gold in Form von Barren Münzen prägen zu lassen. Silbermünzen wurden unterwertig als Scheidemünzen in Umlauf gesetzt.

## Europäische Goldwährungen im Spätmittelalter

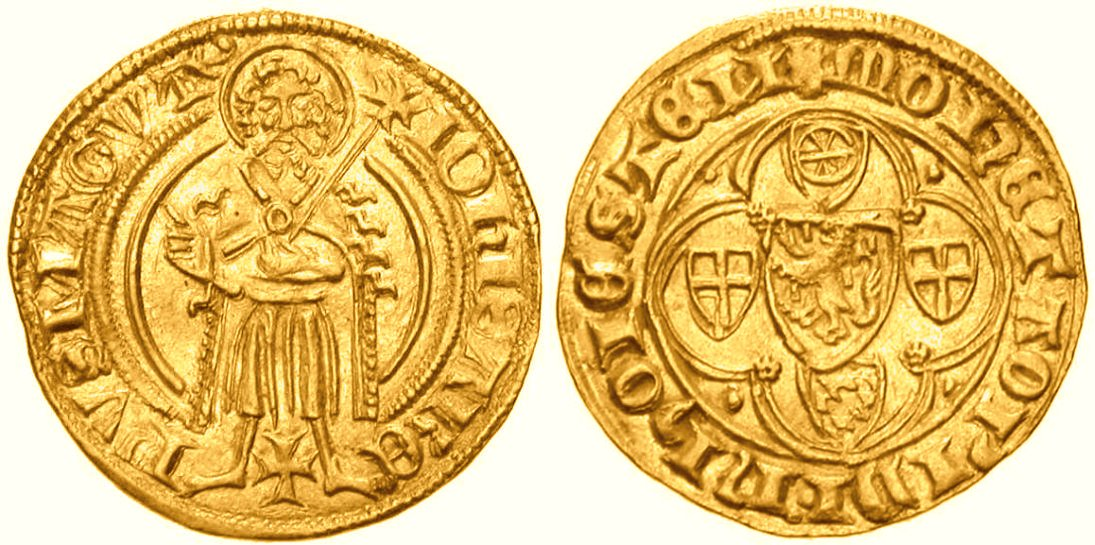
Mainzer Goldgulden (geprägt um 1400 in Höchst)

Am 8. Juni 1386 gründeten die vier rheinischen Kurfürsten Kuno von Trier, Friedrich  von Köln, Adolf von Mainz und Ruprecht von der Pfalz, den ersten Rheinischen Münzverein, dem bis in die erste Hälfte des 16. Jahrhunderts weitere folgten. Der Rheinische Münzverein ließ als gemeinsame Goldmünze den rheinischen Gulden prägen und setzte ihn in seinem Geltungsbereich in Umlauf. Der Währungsraum des Rheinischen Münzvereins erstreckte sich rheinabwärts bis Neuß, moselaufwärts bis Cochem, rheinaufwärts und mainabwärts bis Worms und Höchst. Voraussetzung für die Einführung einer Goldwährung im Währungsraum des Rheinischen Münzvereins war für die rheinischen Kurfürsten als Münzherren das Privileg, Goldmünzen prägen zu lassen. Ab 1356 besaßen abgeleitet aus der Goldenen Bulle von Karl IV. alle Kurfürsten des Heiligen Römischen Reiches dieses Recht.
Der Rheinische Gulden war Basis für viele regionale Währungen im gesamten Heiligen Römischen Reich und auf finanzieller Ebene das „einigende Band“ des Reiches. Nicht nur Gold-, sondern auch Silbermünzen wurden in ihrem Wert nach dem Rheinischen Gulden bewertet und  ihr Wechselkurs im Verhältnis zum Rheinischen Gulden festgesetzt. Beispielsweise erfolgte zwischen 1368 und 1369 die
Währungsangleichung des Meißner Groschens – regionale Silberwährung der Markgrafschaft Meißen – an den Rheinischen Gulden als Währungsbasis.
Bei der Einführung der Großsilbmünzen in Sachsen im Jahr 1500 (Beginn der Talerzeit) erfolgte ebenfalls eine Anpassung an den rheinischen Gulden. Nach der sogenannten Leipziger Münzordnung von 1500 sollte ein Groschen (Guldengroschen) für einen Gulden (rheinischer Goldgulden) geschlagen und genommen werden. Die Einführung der silbernen Gulden wurde bereits mit der Ausgabe der von 1492 und 1493 geprägten Zwickauer Bartgroschen vorbereitet, die in einem festen Verhältnis zum Goldgulden gesetzt wurden, ebenso wie die 1496 den Bartgroschen wertgleich ausgebrachten Schneeberger Zinsgroschen.
- 21 Bartgroschen (27,464 g Feinsilber) = 1 rheinischer Gulden (2,527 Feingold)[6]

## Europäische Goldwährungen in der Neuzeit

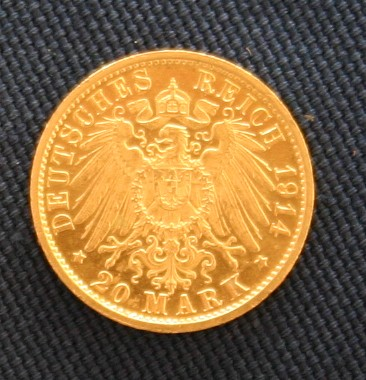
20-Mark-Goldmünze, Deutsches Kaiserreich 1914

1874 wurde die Goldwährung in England eingeführt, indem die Banknoten der Bank of England zum gesetzlichen Zahlungsmittel mit Annahmepflicht bestimmt wurden. Diese konnten jederzeit gegen Gold eingetauscht werden. In der zweiten Hälfte des 19. Jahrhunderts führten auch Frankreich und Österreich Goldwährungen ein. Im Deutschen Kaiserreich wurde die Mark als Goldwährung mit dem „Gesetz, betreffend die Ausprägung von Reichsgoldmünzen“ am 4. Dezember 1871 eingeführt. Fast alle nach 1857 geprägten Goldmünzen lagerten bis dato in den Tresoren der Bremer Bank, die als einzige deutsche Bank vor 1871 einen Goldstandard hatte. Dieser war mit dem „Gesetz, betreffend die Ausprägung von Reichsgoldmünzen“ für das ganze Deutsche Kaiserreich verbindlich. Möglich geworden war die Einführung einer einheitlichen Goldwährung auf Basis des Goldstandards im Deutschen Kaiserreich durch das im Deutsch-Französischen Krieg (1870–1871) erbeutete Gold, „womit man fast jede in Deutschland umlaufende Banknote voll in Gold hätte decken können.“ (Hans Schwenke)
Der Goldstandard, der die Golddeckung und Konvertibilität der europäischen Goldwährungen des 19. Jahrhunderts in Gold garantierte, wurde mit Beginn des Ersten Weltkrieges in fast allen Staaten beseitigt.